# Robert Harkness
Pour les articles homonymes, voir Harkness.
Robert Harkness (28 juillet 1816 - 4 octobre 1878) est un géologue et minéralogiste britannique .

## Jeunesse
Robert Harkness est né à Ormskirk le 28 juillet 1816. Sa famille déménage dans le sud-ouest de l'Écosse quand il est jeune et il fait ses études au lycée Dumfries. De 1833 à 1834, il étudie à l'Université d'Édimbourg, où il s'intéresse à la géologie grâce aux enseignements de Robert Jameson et de James David Forbes. De retour à Ormskirk, il travaille zèle sur la géologie locale, en particulier sur les Coal-measures et New Red Sandstone, son premier article (lu avant le Manchester Geol. Soc. en 1843) étant sur Le climat de l'époque du charbon.

## Famille et carrière
En 1848, il retourne résider à Dumfries avec sa famille. Là, il commence à travailler sur les roches siluriennes du sud-ouest de l'Écosse et en 1849, il mène ses recherches dans le Cumberland. Dans ces régions au cours des années suivantes, il découvre de nombreuses informations sur les strates et leurs fossiles, en particulier les graptolites, et les élabore dans des articles lus devant la Société géologique de Londres. Il écrit également sur les roches rouges de la Nouvelle-Angleterre du nord de l'Angleterre et de l’Écosse.
Succédant à William Nicol, en 1853, Harkness est nommé professeur de géologie au Queen's College de Cork et, en 1856, il est élu membre de la Royal Society. Pendant cette période, il écrit quelques articles sur la géologie de certaines parties de l'Irlande et exerce une grande influence en tant que professeur, mais il retourne en Angleterre pendant ses vacances et se consacre assidûment à la géologie de la région des lacs. Il est également un participant régulier aux réunions de l'Association britannique. En 1854, il est élu membre de la Royal Society of Edinburgh, son proposant étant John Hutton Balfour.
En 1876, le programme des Queen's Colleges en Irlande est modifié et le professeur Harkness doit donner des cours non seulement sur la géologie, la paléontologie, la minéralogie et la géographie physique, mais aussi sur la zoologie et la botanique. En raison de la tension, il décide de renoncer à son poste et prend sa retraite.
Il meurt peu après, à Dublin, le 4 octobre 1878 .